# Griffith, New South Wales
Griffith (phát âm /ˈɡrɪfəθ/) là một thành phố nằm ở phía tây nam bang New South Wales, Úc.

## Khí hậu
Griffith có khí hậu bán khô hạn (phân loại khí hậu Köppen BSk) với mùa hè nóng, mùa đông mát mẻ và lượng mưa khá đồng đều giữa các tháng. Mỗi năm thành phố có 123,8 ngày trời quang đãng.
| Dữ liệu khí hậu của Griffith              | Dữ liệu khí hậu của Griffith | Dữ liệu khí hậu của Griffith | Dữ liệu khí hậu của Griffith | Dữ liệu khí hậu của Griffith | Dữ liệu khí hậu của Griffith | Dữ liệu khí hậu của Griffith | Dữ liệu khí hậu của Griffith | Dữ liệu khí hậu của Griffith | Dữ liệu khí hậu của Griffith | Dữ liệu khí hậu của Griffith | Dữ liệu khí hậu của Griffith | Dữ liệu khí hậu của Griffith | Dữ liệu khí hậu của Griffith |
| Tháng                                     | 1                            | 2                            | 3                            | 4                            | 5                            | 6                            | 7                            | 8                            | 9                            | 10                           | 11                           | 12                           | Năm                          |
| ----------------------------------------- | ---------------------------- | ---------------------------- | ---------------------------- | ---------------------------- | ---------------------------- | ---------------------------- | ---------------------------- | ---------------------------- | ---------------------------- | ---------------------------- | ---------------------------- | ---------------------------- | ---------------------------- |
| Cao kỉ lục °C (°F)                        | 46.4 (115.5)                 | 45.8 (114.4)                 | 42.0 (107.6)                 | 38.3 (100.9)                 | 29.8 (85.6)                  | 25.0 (77.0)                  | 23.6 (74.5)                  | 30.0 (86.0)                  | 38.2 (100.8)                 | 39.2 (102.6)                 | 43.0 (109.4)                 | 44.0 (111.2)                 | 46.4 (115.5)                 |
| Trung bình ngày tối đa °C (°F)            | 33.2 (91.8)                  | 32.4 (90.3)                  | 28.9 (84.0)                  | 24.1 (75.4)                  | 19.3 (66.7)                  | 15.5 (59.9)                  | 14.6 (58.3)                  | 16.5 (61.7)                  | 20.0 (68.0)                  | 24.2 (75.6)                  | 28.2 (82.8)                  | 31.0 (87.8)                  | 24.0 (75.2)                  |
| Tối thiểu trung bình ngày °C (°F)         | 17.3 (63.1)                  | 17.5 (63.5)                  | 14.3 (57.7)                  | 10.2 (50.4)                  | 7.1 (44.8)                   | 4.5 (40.1)                   | 3.5 (38.3)                   | 3.8 (38.8)                   | 5.8 (42.4)                   | 9.1 (48.4)                   | 12.8 (55.0)                  | 15.4 (59.7)                  | 10.1 (50.2)                  |
| Thấp kỉ lục °C (°F)                       | 6.8 (44.2)                   | 6.6 (43.9)                   | 4.2 (39.6)                   | 0.0 (32.0)                   | −2.0 (28.4)                  | −4.0 (24.8)                  | −5.9 (21.4)                  | −4.8 (23.4)                  | −2.2 (28.0)                  | 0.4 (32.7)                   | 1.8 (35.2)                   | 4.2 (39.6)                   | −5.9 (21.4)                  |
| Lượng Giáng thủy trung bình mm (inches)   | 33.3 (1.31)                  | 28.3 (1.11)                  | 35.2 (1.39)                  | 27.1 (1.07)                  | 35.1 (1.38)                  | 35.3 (1.39)                  | 33.5 (1.32)                  | 35.2 (1.39)                  | 33.0 (1.30)                  | 38.5 (1.52)                  | 34.0 (1.34)                  | 33.7 (1.33)                  | 397.6 (15.65)                |
| Số ngày giáng thủy trung bình             | 4.6                          | 4.0                          | 4.2                          | 4.7                          | 6.6                          | 8.0                          | 10.0                         | 8.9                          | 7.3                          | 6.4                          | 5.6                          | 5.0                          | 75.3                         |
| Độ ẩm tương đối trung bình buổi chiều (%) | 28                           | 34                           | 37                           | 41                           | 53                           | 63                           | 62                           | 54                           | 47                           | 37                           | 35                           | 31                           | 44                           |
| Nguồn:                                    |                              |                              |                              |                              |                              |                              |                              |                              |                              |                              |                              |                              |                              |

## Thành phố kết nghĩa
Griffith kết nghĩa với:
- Cáp Nhĩ Tân, Trung Quốc[5]
- Treviso, Ý[5]
- Fairfield, New South Wales, Úc[5]